# Občine Hrvaške
Občine Hrvaške (im.edn./hrv. Općina) so enote lokalne samouprave Hrvaške. Trenutno obstaja 428 občin. Seznam je urejen po županijah.

## Zagrebška županija
- Bedenica
- Bistra
- Brckovljani
- Brdovec
- Dubrava
- Dubravica
- Farkaševac
- Gradec
- Jakovlje
- Klinča Sela
- Kloštar Ivanić
- Krašić
- Kravarsko
- Križ
- Luka
- Marija Gorica
- Orle
- Pisarovina
- Pokupsko
- Preseka
- Pušća
- Rakovec
- Rugvica
- Stupnik
- Žumberak

## Krapinsko-zagorska županija
- Bedekovčina
- Budinščina
- Desinić
- Đurmanec
- Gornja Stubica
- Hrašćina
- Hum na Sutli
- Jesenje
- Konjščina
- Kraljevec na Sutli
- Krapinske Toplice
- Kumrovec
- Lobor
- Mače
- Marija Bistrica
- Mihovljan
- Novi Golubovec
- Petrovsko
- Radoboj
- Stubičke Toplice
- Sveti Križ Začretje
- Tuhelj
- Veliko Trgovišće
- Zagorska Sela
- Zlatar Bistrica

## Sisaško-moslavška županija
- Donji Kukuruzari
- Dvor
- Gvozd
- Hrvatska Dubica
- Jasenovac
- Lekenik
- Lipovljani
- Majur
- Martinska Ves
- Sunja
- Topusko
- Velika Ludina

## Karlovška županija
- Barilović
- Bosiljevo
- Cetingrad
- Draganić
- Generalski Stol
- Josipdol
- Kamanje
- Krnjak
- Lasinja
- Netretić
- Plaški
- Rakovica
- Ribnik
- Saborsko
- Tounj
- Vojnić
- Žakanje

## Varaždinska županija
- Bednja
- Beretinec
- Breznica
- Breznički Hum
- Cestica
- Donja Voća
- Gornji Kneginec
- Jalžabet
- Klenovnik
- Ljubešćica
- Mali Bukovec
- Martijanec
- Maruševec
- Petrijanec
- Sračinec
- Sveti Đurđ
- Sveti Ilija
- Trnovec Bartolovečki
- Veliki Bukovec
- Vidovec
- Vinica
- Visoko

## Koprivniško-križevska županija
- Drnje
- Đelekovec
- Ferdinandovac
- Gola
- Gornja Rijeka
- Hlebine
- Kalinovac
- Kalnik
- Kloštar Podravski
- Koprivnički Bregi
- Koprivnički Ivanec
- Legrad
- Molve
- Novigrad Podravski
- Novo Virje
- Peteranec
- Podravske Sesvete
- Rasinja
- Sokolovac
- Sveti Ivan Žabno
- Sveti Petar Orehovec
- Virje

## Bjelovarsko-bilogorska županija
- Berek
- Dežanovac
- Đulovac
- Hercegovac
- Ivanska
- Kapela
- Končanica
- Nova Rača
- Rovišće
- Severin
- Sirač
- Šandrovac
- Štefanje
- Velika Pisanica
- Velika Trnovitica
- Veliki Grđevac
- Veliko Trojstvo
- Zrinski Topolovac

## Primorsko-goranska županija
- Baška
- Brod Moravice
- Čavle
- Dobrinj
- Fužine
- Jelenje
- Klana
- Kostrena
- Lokve
- Lopar
- Lovran
- Malinska-Dubašnica
- Matulji
- Mošćenička Draga
- Mrkopalj
- Omišalj
- Punat
- Ravna Gora
- Skrad
- Vinodolska općina
- Viškovo
- Vrbnik

## Liško-senjska županija
- Brinje
- Donji Lapac
- Karlobag
- Lovinac
- Perušić
- Plitvička Jezera
- Udbina
- Vrhovine

## Virovitiško-podravska županija
- Crnac
- Čačinci
- Čađavica
- Gradina
- Lukač
- Mikleuš
- Nova Bukovica
- Pitomača
- Sopje
- Suhopolje
- Špišić Bukovica
- Voćin
- Zdenci

## Požeško-slavonska županija
- Brestovac
- Čaglin
- Jakšić
- Kaptol
- Velika

## Brodsko-posavska županija
- Bebrina
- Brodski Stupnik
- Bukovlje
- Cernik
- Davor
- Donji Andrijevci
- Dragalić
- Garčin
- Gornja Vrba
- Gornji Bogićevci
- Gundinci
- Klakar
- Nova Kapela
- Okučani
- Oprisavci
- Oriovac
- Podcrkavlje
- Rešetari
- Sibinj
- Sikirevci
- Slavonski Šamac
- Stara Gradiška
- Staro Petrovo Selo
- Velika Kopanica
- Vrbje
- Vrpolje

## Zadarska županija
- Bibinje
- Galovac
- Gračac
- Jasenice
- Kali
- Kolan
- Kukljica
- Lišane Ostrovičke
- Novigrad
- Pakoštane
- Pašman
- Polača
- Poličnik
- Posedarje
- Povljana
- Preko
- Privlaka
- Ražanac
- Sali
- Stankovci
- Starigrad
- Sukošan
- Sveti Filip i Jakov
- Škabrnja
- Tkon
- Vir
- Vrsi
- Zemunik Donji

## Osiješko-baranjska županija
- Antunovac
- Bilje
- Bizovac
- Čeminac
- Čepin
- Darda
- Donja Motičina
- Draž
- Drenje
- Đurđenovac
- Erdut
- Ernestinovo
- Feričanci
- Gorjani
- Jagodnjak
- Kneževi Vinogradi
- Koška
- Levanjska Varoš
- Magadenovac
- Marijanci
- Petlovac
- Petrijevci
- Podgorač
- Podravska Moslavina
- Popovac
- Punitovci
- Satnica Đakovačka
- Semeljci
- Strizivojna
- Šodolovci
- Trnava
- Viljevo
- Viškovci
- Vladislavci
- Vuka

## Šibensko-kninska županija
- Bilice
- Biskupija
- Civljane
- Ervenik
- Kijevo
- Kistanje
- Murter-Kornati
- Pirovac
- Primošten
- Promina
- Rogoznica
- Ružić
- Tisno
- Tribunj
- Unešić

## Vukovarsko-sremska županija
- Andrijaševci
- Babina Greda
- Bogdanovci
- Borovo
- Bošnjaci
- Cerna
- Drenovci
- Gradište
- Gunja
- Ivankovo
- Jarmina
- Lovas
- Markušica
- Negoslavci
- Nijemci
- Nuštar
- Privlaka
- Stari Jankovci
- Stari Mikanovci
- Štitar
- Tompojevci
- Tordinci
- Tovarnik
- Trpinja
- Vođinci
- Vrbanja

## Splitsko-dalmatinska županija
- Baška Voda
- Bol
- Brela
- Cista Provo
- Dicmo
- Dugi Rat
- Dugopolje
- Gradac
- Hrvace
- Jelsa
- Klis
- Lećevica
- Lokvičići
- Lovreć
- Marina
- Milna
- Muć
- Nerežišća
- Okrug
- Otok
- Podbablje
- Podgora
- Podstrana
- Postira
- Prgomet
- Primorski Dolac
- Proložac
- Pučišća
- Runovići
- Seget
- Selca
- Sućuraj
- Sutivan
- Šestanovac
- Šolta
- Tučepi
- Zadvarje
- Zagvozd
- Zmijavci

## Istrska županija
- Bale-Valle
- Barban
- Brtonigla-Verteneglio
- Cerovlje
- Fažana-Fasana
- Funtana-Fontane
- Gračišće
- Grožnjan-Grisignana
- Kanfanar
- Karojba
- Kaštelir-Labinci-Castelliere-S. Domenica
- Kršan
- Lanišće
- Ližnjan-Lisignano
- Lupoglav
- Marčana
- Medulin
- Motovun-Montona
- Oprtalj-Portole
- Pićan
- Raša
- Sveta Nedelja
- Sveti Lovreč
- Sveti Petar u Šumi
- Svetvinčenat
- Tar-Vabriga-Torre Abrega
- Tinjan
- Višnjan-Visignano
- Vižinada-Visinada
- Vrsar-Orsera
- Žminj

## Dubrovniško-neretvanska županija
- Blato
- Dubrovačko primorje
- Janjina
- Konavle
- Kula Norinska
- Lastovo
- Lumbarda
- Mljet
- Orebić
- Pojezerje
- Slivno
- Smokvica
- Ston
- Trpanj
- Vela Luka
- Zažablje
- Župa dubrovačka

## Medžimurska županija
- Belica
- Dekanovec
- Domašinec
- Donja Dubrava
- Donji Kraljevec
- Donji Vidovec
- Goričan
- Gornji Mihaljevec
- Kotoriba
- Mala Subotica
- Nedelišće
- Orehovica
- Podturen
- Pribislavec
- Selnica
- Strahoninec
- Sveta Marija
- Sveti Juraj na Bregu
- Sveti Martin na Muri
- Šenkovec
- Štrigova
- Vratišinec